# Steffen Meltzer
Steffen Meltzer ist ein deutscher Polizeibeamter, Sicherheitstrainer und Publizist.

## Leben
Neben Tätigkeiten bei der Bereitschaftspolizei, in der Prävention, im Wach- und Wechseldienst und längeren Praktika bei der Kriminalpolizei im Bereich der schweren Kriminalität arbeitet Meltzer nach eigenen Angaben seit vielen Jahren als Einsatztrainer in der polizeilichen Weiterbildung. Daneben schrieb er mehrere Bücher und Fachartikel zu den Themen Selbstschutz, Gefahrenabwehr und innere Sicherheit.
2015 veröffentlichte er seinen Ratgeber Gefahrenabwehr: Wie Sie Gewalt- und Alltagskriminalität in der Gesellschaft begegnen, mit einem Vorwort des früheren sächsischen Innenministers Heinz Eggert. Der Ratgeber wurde von der Vorsitzenden Richterin am Landgericht Cottbus, Sigrun von Hasseln-Grindel empfohlen.
2016 erschien sein Buch So schützen Sie Ihr Kind! Auf Initiative des Kinderschutzbundes Uckermark veranstaltete Meltzer anschließend Workshops in Schulen, um Kinder spielerisch über Gefahren der Kriminalität aufzuklären. 2017 befragte ihn die Sächsische Zeitung als Experten zum Thema, 2019 erschien ein Interview mit ihm bei WeltN24.
Meltzer ist regelmäßiger Gastautor bei den Blogs Die Achse des Guten und Tichys Einblick.

## Bücher
- Ratgeber Gefahrenabwehr: Wie Sie Gewalt- und Alltagskriminalität in der Gesellschaft begegnen. Ehrenverlag, 2015, ISBN 978-3-83820-765-0.
- So schützen Sie Ihr Kind!: Polizeitrainer vermittelt Verhaltensrichtlinien zur Gewaltabwehr. Ehrenverlag, 2016, ISBN 978-3-00052-979-5, Auszüge bei Google Books.
- Ratgeber Gefahrenabwehr: So schützen Sie sich vor Kriminalität – Ein Polizist klärt auf., Ehrenverlag, 2018, ISBN 978-3-98195-591-0.
- Schlussakkord Deutschland: Wie die Politik unsere Sicherheit gefährdet und die Polizei im Stich lässt (mit Rainer Wendt, Roland Tichy und Axel Hemmerling). Ehrenverlag, 2018, ISBN 978-3-98195-590-3.
- Die hysterische Republik: Bürger und Polizei am Gängelband. (mit Wolfgang Meins, Ulrich Schödlbauer, Gunter Weißgerber u. a.), Ehrenverlag, 2021, ISBN 978-3-98195-596-5.